# وينري روكبيل
وينري (باليابانية: ウィンリィ・ロックベル) هي إحدى شخصيات أنمي، الخيميائي الفولاذي وتعيش مع جدتها بعدما توفي والداها في الحرب على يد سكار